# Goodnestone, Dover
Goodnestone är en ort och civil parish i grevskapet Kent i sydöstra England. Orten ligger i distriktet Dover, cirka 11 kilometer sydost om Canterbury. Civil parishen hade 392 invånare vid folkräkningen år 2021.